# Schmitten, Fribourg
Schmitten är en ort och kommun i distriktet Sense i kantonen Fribourg, Schweiz. Kommunen hade 4 300 invånare (2023).